# الکهارت
الکهارت (به انگلیسی: Elkhart, Texas) یک شهرک در ایالات متحده آمریکا است که در شهرستان اندرسون، تگزاس واقع شده‌است.

## خصوصیات
الکهارت ۴٫۰ کیلومترمربع مساحت و ۱٬۳۷۱ نفر جمعیت دارد و ۱۱۷ متر بالاتر از سطح دریا واقع شده‌است.